# UCIトラックワールドカップ2012-2013
UCIトラックワールドカップ2012-2013（UCI Track Cycling World Cup Classics 2012-2013）は、UCIトラックワールドカップクラシックスの2012年〜2013年のシリーズ戦。

## 日程及び結果

### 男子
| 種目                                      | 優勝                                                                                                | 2位                                                                                 | 3位                                                                                           | 日本人選手成績                                                         |
| カリ…2012年10月11日 - 10月13日            | カリ…2012年10月11日 - 10月13日                                                                      | カリ…2012年10月11日 - 10月13日                                                      | カリ…2012年10月11日 - 10月13日                                                                | カリ…2012年10月11日 - 10月13日                                         |
| ----------------------------------------- | --------------------------------------------------------------------------------------------------- | ----------------------------------------------------------------------------------- | --------------------------------------------------------------------------------------------- | ---------------------------------------------------------------------- |
| スプリント                                | フィリップ・ティーレ                                                                                | ファビアン・プエルタ                                                                | エリック・エングラー                                                                          | 6位 河端朋之 9位 坂本貴史                                              |
| 1kmTT                                     | ファビアン・プエルタ                                                                                | キアン・エマディ＝コフィン                                                          | カンタン・ラファルグ                                                                          | 12位 稲毛健太                                                          |
| 団体追抜                                  | エドウィン・アビラ フアン・エステバン・アランゴ アルレス・カストロ ウェイマル・ロルダン             | ドミトリー・ソコロフ パヴェル・カルペンコフ マクシム・コジレフ セルゲイ・シロフ     | ロイック・ペリッツォーロ キーリアン・モーザー フランク・パシェ シリユ・ティエリ               |                                                                        |
| チームスプリント                          | フェリップ・ティーレ エリック・エングラー マルク・シュレーダー                                      | 河端朋之 坂本貴史 稲毛健太                                                          | フリアン・オレリャナ セサル・マルカーノ アンヘル・プルガール                                  | 2位                                                                    |
| ケイリン                                  | ファビアン・プエルタ                                                                                | 河端朋之                                                                            | マルク・シュレーダー                                                                          | 2位 河端朋之                                                           |
| ポイントレース                            | アンドレアス・グラフ                                                                                | ヴォイツィエチュ・プシュチョラルスキ                                                | ジョナサン・マウルド                                                                          |                                                                        |
| オムニアム                                | パオロ・シーミオン                                                                                  | ダビ・ムンタネル                                                                    | ロイック・ペリッツォーロ                                                                      |                                                                        |
| グラスゴー…2012年11月16日 - 18日          | |                                                                                     |                                                                                               |                                                                        |
| スプリント                                | シュテファン・ベティヒャー                                                                          | ローベルト・フェルステマン                                                          | デニス・ドミトリエフ                                                                          | 8位 河端朋之 11位 (CCT) 新田祐大 30位 稲毛健太                         |
| 個人追抜                                  | ラーセ・ノーマン・ハンセン                                                                          | マーティン・アーヴァイン                                                            | ダビ・ムンタネル                                                                              |                                                                        |
| 団体追抜                                  | カスパー・フォルザッハ ラーセ・ノーマン・ハンセン マティアス・メラー・ニールセン ラスムス・クアーデ | マキシミリアン・バイアー ヘニング・ボメル テオ・ラインハルト ケルシュテン・ティーレ | ケニー・デ・ケテル ヤスパー・デ・ビュイスト モレノ・デ・パウ ハイス・ファン・フック           |                                                                        |
| チームスプリント                          | レネ・エンダース ローベルト・フェルステマン シュテファン・ベティヒャー                              | フィリップ・ヒンデス ジェイソン・ケニー エド・クランシー                            | ジュリアン・パルマ ケヴィン・シロー カンタン・ラファルグ                                      | 9位 稲毛健太 河端朋之 坂本貴史                                         |
| ケイリン                                  | シュテファン・ベティヒャー                                                                          | (JAY) ピーター・ルイス                                                              | 坂本貴史                                                                                      | 3位 坂本貴史 13位 (CCT) 新田祐大                                       |
| スクラッチ                                | トリスタン・マルゲ                                                                                  | マーティン・アーヴァイン                                                            | ロイ・エーフティング                                                                          |                                                                        |
| オムニアム                                | ルーカス・リス                                                                                      | グレン・オシェイ                                                                    | ウナイ・エロリガ                                                                              | 9位 橋本英也                                                           |
| アグアスカリエンテス…2013年1月17日 - 19日 | |                                                                                     |                                                                                               |                                                                        |
| スプリント                                | (RVL) デニス・ドミトリエフ                                                                          | マックス・ニーダーラック                                                            | (NAV) フアン・ペラルタ                                                                        | 4位 中川誠一郎 13位 (CCT) 渡邉一成 17位 (CCT) 河端朋之 37位 和田真久留 |
| 団体追抜                                  | エヴゲニー・コヴァレフ イヴァン・サヴィトキー アレクサンドル・セロフ ニコライ・ジュルキン           | ロイク・ペリッツォーロ トム・ボーリ シルヴァン・ディイエ シュテファン・キュング     | リアム・ベルタッツォ マルコ・コレーダン フランチェスコ・ラーモン ミケーレ・スカルテッツィーニ |                                                                        |
| チームスプリント                          | イーサン・ミッチェル サム・ウェブスター エドワード・ドーキンス                                      | ケヴィン・シロー フランソワ・ペルヴィス ミカエル・ダルメダ                          | アレックス・バード ミッチェル・バレン ピーター・ルイス                                        | 12位 シクロ・チャンネル・トウキョウ (CCT) 河端朋之 坂本貴史 渡邉一成   |
| ケイリン                                  | マタイス・ブフリ                                                                                    | (CCT) 渡邉一成                                                                      | フランソワ・ペルヴィス                                                                        | 2位 (CCT) 渡邉一成 21位 中川誠一郎                                     |
| マディソン                                | ヴィヴィアン・ブリス トマ・ブダ                                                                     | ミハイロ・ラディオノフ セルギー・ラグクティ                                         | シルヴァン・ディイエ シュテファン・キュング                                                   |                                                                        |
| オムニアム                                | (RVL) アルトゥル・エルショフ                                                                        | ヴィヴィアン・ブリス                                                                | オンドジェイ・リビン                                                                          | 15位 橋本英也                                                          |

各種目総合成績
| 種目             | 1位                        | 2位                                | 3位                        |
| ---------------- | -------------------------- | ---------------------------------- | -------------------------- |
| スプリント       | (RVL) デニス・ドミトリエフ | フアン・ペラルタ                   | シュテファン・ベティヒャー |
| 1kmTT            | ファビアン・プエルタ       | キアン・エマーディ＝コフィン       | カンタン・ラファルグ       |
| 団体追抜         | スイス                     | ロシア                             | ウクライナ                 |
| チームスプリント | ドイツ                     | フランス                           | ニュージーランド           |
| ケイリン         | マタイス・ブフリ           | シュテファン・ベティヒャー         | ファビアン・プエルタ       |
| ポイントレース   | アンドレアス・グラフ       | ヴォイツィエフ・プシュチョラルスキ | ジョナサン・マウルド       |
| オムニアム       | ロイク・ペリッツォーロ     | (RVL) アルトゥル・エルショフ       | ルーカス・リス             |
| 個人追抜         | ラーセ・ノーマン・ハンセン | マーティン・アーヴァイン           | ダビ・ムンタネル           |
| スクラッチ       | トリスタン・マルゲ         | マーティン・アーヴァイン           | ロイ・エーフティング       |
| マディソン       | フランス                   | ウクライナ                         | スイス                     |

### 女子
| 種目                                      | 優勝                                                                         | 2位 | 3位                                                              | 日本人選手成績                                      |
| カリ…2012年10月11日 - 10月13日            | カリ…2012年10月11日 - 10月13日                                               | カリ…2012年10月11日 - 10月13日                                                                           | カリ…2012年10月11日 - 10月13日                                   | カリ…2012年10月11日 - 10月13日                      |
| ----------------------------------------- | ---------------------------------------------------------------------------- | --- | ---------------------------------------------------------------- | --------------------------------------------------- |
| スプリント                                | 李慧詩                                                                       | レベッカ・ジェイムス                                                                                     | ジェシカ・ヴァーニッシュ                                         | 7位 前田佳代乃 9位 石井寛子                         |
| 団体追抜                                  | ジュリア・ドナート ベアトリーチェ・バルテッローニ マリア・コンファーロニエリ | スウィ - ウェルシュ・サイクリング・トラック・チーム エリノア・バーカー シアラ・ホーン エイミー・ロバーツ | ロレナ・バルガス マリア・ルイサ・カリェ バレンティナ・パニアグア |                                                     |
| チームスプリント                          | レベッカ・ジェイムス ジェシカ・ヴァーニッシュ                                | 前田佳代乃 石井寛子                                                                                      | マルタ・バヨナ フリアナ・ガビリア                                | 2位                                                 |
| ケイリン                                  | フリアナ・ガビリア                                                           | ルス・ダニエラ・ガシオラ                                                                                 | ヴェルジニ・キュフ                                               | 9位 石井寛子 12位 前田佳代乃                        |
| スクラッチ                                | イザベラ・キング                                                             | ヤルミラ・マチャコヴァ                                                                                   | エレーナ・チェッキーニ                                           |                                                     |
| オムニアム                                | イザベラ・キング                                                             | ナタリア・ルトコヴスカ                                                                                   | ヤルミラ・マチャコヴァ                                           |                                                     |
| グラスゴー…2012年11月16日 - 18日          |                                                                              | |                                                                  |                                                     |
| スプリント                                | クリスティーナ・フォーゲル                                                   | ジェシカ・ヴァーニッシュ                                                                                 | レベッカ・ジェイムス                                             | 15位 前田佳代乃 17位 加瀬加奈子                     |
| 500mTT                                    | オルガ・パナリナ                                                             | クリスティーナ・フォーゲル                                                                               | タニア・カルボ                                                   | 10位 前田佳代乃                                     |
| 団体追抜                                  | ローラ・トロット エリノア・バーカー ダニ・キング                             | アシュリー・アンカディノフ アミー・キュア メリッサ・ホスキンス                                           | タツィアナ・シャラコヴァ アレナ・ディルコ アクサナ・パプコ       |                                                     |
| チームスプリント                          | ジェシカ・ヴァーニッシュ レベッカ・ジェイムス                                | タニア・カルボ エレナ・カサス                                                                            | サンディ・クレール オリヴィア・モントバン                        | 8位 加瀬加奈子 前田佳代乃                           |
| ケイリン                                  | クリスティーナ・フォーゲル                                                   | エカテリナ・グニデンコ                                                                                   | 李慧詩                                                           | 12位 加瀬加奈子 19位 前田佳代乃                     |
| オムニアム                                | ローラ・トロット                                                             | アシュリー・アンカディノフ                                                                               | タマラ・バラボリナ                                               |                                                     |
| アグアスカリエンテス…2013年1月17日 - 19日 |                                                                              | |                                                                  |                                                     |
| スプリント                                | (GPC) 宮金傑                                                                 | リサンドラ・ゲラ                                                                                         | 李慧詩                                                           | 8位 前田佳代乃 16位 (CCT) 石井寛子 19位 加瀬加奈子  |
| 個人追抜                                  | カタジィナ・パヴウォヴスカ                                                   | マリア・ルイサ・カリェ                                                                                   | レベッカ・ウィアサック                                           |                                                     |
| ポイントレース                            | カタジィナ・パヴウォヴスカ                                                   | ヤルミラ・マチャコヴァ                                                                                   | マサゲ・ドミンゲス                                               |                                                     |
| 団体追抜                                  | ジリアン・カールトン ジャスミン・グレーサー ステファニー・ルーアダ           | イヴァンナ・ボロヴィチェンコ ヴァレリヤ・コノネンコ アンナ・ナギルナヤ                                   | チーム・Usn エリノア・バーカー アミー・ロバーツ クララ・ホーン   |                                                     |
| チームスプリント                          | カーリー・マカラク ステファニー・モートン                                    | シュ・ユレイ ツォン・ティアンシ                                                                          | ダリア・シュメレヴァ アナスタシア・ヴォイノヴァ                  | 6位 加瀬加奈子 前田佳代乃                           |
| ケイリン                                  | ツォン・ティアンシ                                                           | (GPC) 宮金傑                                                                                             | シュ・ユレイ                                                     | 12位 (CCT) 石井寛子 12位 加瀬加奈子 20位 前田佳代乃 |
| オムニアム                                | サラ・ハマー                                                                 | (GPC) 黄麗                                                                                               | レイレ・オラベリア                                               |                                                     |

各種目総合成績
| 種目                 | 1位                        | 2位                        | 3位                    |
| -------------------- | -------------------------- | -------------------------- | ---------------------- |
| スプリント           | 李慧詩                     | ジェシカ・ヴァーニッシュ   | レベッカ・ジェイムス   |
| 個人追抜             | カタジィナ・パヴウォヴスカ | マリア・ルイサ・カリェ     | レベッカ・ウィアサック |
| 団体追抜             | イタリア                   | チーム・USN                | ベラルーシ             |
| チームスプリント     | イギリス                   | 日本                       | 中国                   |
| ケイリン             | 李慧詩                     | レベッカ・ジェイムス       | ツォン・ティアンシ     |
| スクラッチ           | イザベラ・キング           | ヤルミラ・マチャコヴァ     | エレーナ・チェッキーニ |
| オムニアム           | サラ・ハマー               | ローラ・トロット           | イザベラ・キング       |
| 500mタイムトライアル | オルガ・パナリナ           | クリスティーナ・フォーゲル | バルベロ・カルボ       |
| ポイントレース       | カタジィナ・パヴウォヴスカ | ヤルミラ・マチャコヴァ     | マサゲ・ドミンゲス     |